# Николай Малахов
Николай Николаевич Малахов (на руски: Николай Николаевич Малахов) е руски офицер, генерал от пехотата. Участник в Руско-турската война (1877-1878).

## Биография
Николай Малахов е роден на 6 май 1827 г. в град Архангелск в семейството на потомствен дворянин. Посвещава се на военното поприще. Завършва Школа за гвардейски подпрапорщици и кавалерийски юнкери с военно звание унтер-офицер с назначение в лейбгвардейския Егерски полк (1846). Произведен е в първо офицерско звание подпоручик (1848).
Участва в Унгарската кампания (1848-1849). Служи като командир на рота в Николаевското военно училище и началник на Вилненското военно училище (1863, 1864-1871). Повишен е за отличие във военно звание генерал-майор от 1871 г. Служи в 26-а пехотна дивизия, помощник на началника на 14-а пехотна дивизия, командир на 1-ва бригада от 14-а пехотна дивизия и командир на 1-ва бригада от 27-а пехотна дивизия (1871-1874).
Участва в Руско-турската война (1877 – 1878) като командир на 1-ва бригада от 26-а пехотна дивизия. Отличава се в битката при Чаиркьой и боевете при Елена. Награден е със златно оръжие „За храброст“ и орден „Света Ана“ I степан с мечове.
След войната е повишен за отличие във военно звание генерал-лейтенант от 1881 г. и генерал от пехотата от 1895 г. Награден е с орден „Александър Невски“ и българския орден „Свети Александър“ I степан (1896, 1899). Служи като помощник на командира на Московския военен окръг (1903-1905) и командир на Московския военен окръг (1905-1906).